# La Femme de l'artiste et son setter
La Femme de l'artiste et son setter (en anglais : The Artist's Wife and His Setter Dog) est une peinture à l'huile   sur toile réalisée vers 1884-1889 par le peintre américain Thomas Eakins. Elle fait partie de la collection du Metropolitan Museum of Art de New York.

## Histoire
Eakins a commencé ce portrait peu de temps après son mariage en janvier 1884 avec son ancienne élève, Susan Hannah Macdowell (1851-1938), peintre et photographe de talent. Le décor est son atelier du 1330 Chestnut Street à Philadelphie, où le couple et leur chien Harry ont vécu de 1884 à 1886. 